# CACI
CACI國際公司（CACI International Inc），原名加利福尼亞分析中心公司（California Analysis Center, Inc.），是一家總部位於美國弗吉尼亞州阿靈頓縣的跨國信息技術公司。它負責為美國政府多個安全部門及衛生部門提供服務。
CACI由赫布·卡爾（Herb Karr）和哈利·馬可維茲創立於1962年，現在是福布斯1000大公司之一。

## 外部連接
- 官方網站（页面存档备份，存于）
- CACI UK（页面存档备份，存于）